# Ichneutica lindsayi
Ichneutica lindsayi är en fjärilsart som beskrevs av Alfred Philpott 1926. Ichneutica lindsayi ingår i släktet Ichneutica och familjen nattflyn. Inga underarter finns listade i Catalogue of Life.